# Михайловское муниципальное образование (Саратовская область)
Миха́йловское муниципа́льное образова́ние — упразднённое сельское поселение в Саратовском районе Саратовской области Российской Федерации.
Административный центр — село Михайловка.
Законом Саратовской области от 25.11.2021 № 133-ЗСО с 1 января 2022 года упраздняется в результате объединения муниципального района с городским округом Саратовом.

## История
Статус и границы сельского поселения установлены Законом Саратовской области от 29 декабря 2004 года № 113-ЗСО «О муниципальных образованиях, входящих в состав Саратовского муниципального района».

## Население
| 2010  | 2011  | 2012  | 2013  | 2014  | 2015  | 2016  |
| ----- | ----- | ----- | ----- | ----- | ----- | ----- |
| 4001  | ↘4000 | ↗4018 | ↗4109 | ↗4187 | ↗4223 | ↗4300 |
| 2017  | 2018  | 2019  | 2020  | 2021  |       |       |
| ↗4339 | ↘4305 | ↘4231 | ↘4215 | ↗4837 |       |       |

## Состав сельского поселения
| №  | Населённый пункт  | Тип населённого пункта       | Население |
| -- | ----------------- | ---------------------------- | --------- |
| 1  | Буркин Буерак     | деревня                      | 46        |
| 2  | Верхний Курдюм    | село                         | ↗228      |
| 3  | Власовский        | посёлок                      | 6         |
| 4  | Власовский        | железнодорожная станция      | 8         |
| 5  | Вязовка           | деревня                      | 2         |
| 6  | Злобовка          | деревня                      | 2         |
| 7  | Ивановский        | посёлок                      | ↘778      |
| 8  | Козлаковка        | деревня                      | 16        |
| 9  | Колотов Буерак    | село                         | ↗101      |
| 10 | Константиновка    | село                         | ↗346      |
| 11 | Маяк              | хутор                        | 46        |
| 12 | Михайловка        | село, административный центр | ↗1015     |
| 13 | Новоалександровка | деревня                      | 17        |
| 14 | Песчаный Умет     | село                         | 51        |
| 15 | Сосновка          | село                         | ↗735      |
| 16 | Юрловка           | деревня                      | ↘464      |
| 17 | Юрьевка           | деревня                      | ↘124      |